# Championnat d'Italie de football 1925-1926
Navigation
Édition précédente Édition suivante
La saison 1925-1926 du Championnat d'Italie de football est la vingt-sixième édition du championnat italien de première division.
Le FBC Juventus est sacré champion d'Italie à la fin de la saison pour la deuxième fois de son histoire.

## Barème des classements
Le classement est établi sur le barème de points suivant :
- Victoire : 2 points
- Match nul : 1 points
- Défaite, forfait ou abandon du match : 0 point

## Compétition

### Ligue du Nord

#### Groupe A
| Rang | Équipe        | Pts | J  | G  | N | P  | Bp | Bc | Diff |
| ---- | ------------- | --- | -- | -- | - | -- | -- | -- | ---- |
| 1    | Bologne FC    | 38  | 22 | 17 | 4 | 1  | 74 | 20 | +54  |
| 2    | FBC Torino    | 36  | 22 | 16 | 4 | 2  | 67 | 28 | +39  |
| 3    | Modène FC     | 25  | 22 | 11 | 3 | 8  | 45 | 30 | +15  |
| 3    | Hellas Vérone | 25  | 22 | 10 | 5 | 7  | 58 | 48 | +10  |
| 3    | SS Ambrosiana | 25  | 22 | 10 | 5 | 7  | 44 | 38 | +6   |
| 6    | US Casale FBC | 22  | 22 | 9  | 4 | 9  | 42 | 32 | +10  |
| 7    | Andrea Doria  | 21  | 22 | 9  | 3 | 10 | 37 | 50 | -13  |
| 8    | AC Brescia    | 19  | 22 | 8  | 3 | 11 | 38 | 51 | -13  |
| 9    | FBA Novare    | 18  | 22 | 6  | 6 | 10 | 40 | 42 | -2   |
| 10   | AC Udinese    | 13  | 22 | 5  | 3 | 14 | 38 | 75 | -37  |
| 11   | Pise SC       | 12  | 22 | 5  | 2 | 15 | 23 | 65 | -42  |
| 12   | FC Legnano    | 10  | 22 | 3  | 4 | 15 | 22 | 49 | -27  |

| Légende | Légende                       |
| ------- | ----------------------------- |
|         | Finale de la Ligue du Nord    |
|         | Relégation en Prima Divisione |

#### Groupe B
| Rang | Équipe             | Pts | J  | G  | N | P  | Bp | Bc | Diff |
| ---- | ------------------ | --- | -- | -- | - | -- | -- | -- | ---- |
| 1    | Juventus FC        | 37  | 22 | 17 | 3 | 2  | 68 | 14 | +54  |
| 2    | US Cremonese       | 29  | 22 | 13 | 3 | 6  | 41 | 25 | +16  |
| 3    | Genoa CFC          | 28  | 22 | 13 | 2 | 7  | 48 | 29 | +19  |
| 4    | AC Padoue          | 25  | 22 | 11 | 3 | 8  | 55 | 33 | +22  |
| 4    | US Livourne        | 25  | 22 | 11 | 3 | 8  | 43 | 45 | -2   |
| 6    | SG Sampierdarenese | 23  | 22 | 10 | 3 | 9  | 38 | 43 | -5   |
| 7    | US Pro Vercelli    | 22  | 22 | 9  | 4 | 9  | 42 | 31 | +11  |
| 8    | Milan FC           | 22  | 22 | 10 | 2 | 10 | 43 | 39 | +4   |
| 9    | AC Reggiana        | 17  | 22 | 7  | 3 | 12 | 30 | 50 | -20  |
| 10   | Alexandrie US      | 16  | 22 | 7  | 2 | 13 | 41 | 48 | -7   |
| 11   | Parme FC           | 12  | 22 | 5  | 2 | 15 | 23 | 58 | -35  |
| 12   | AC Mantoue         | 8   | 22 | 2  | 4 | 16 | 24 | 81 | -57  |

| Légende | Légende                       |
| ------- | ----------------------------- |
|         | Finale de la Ligue du Nord    |
|         | Relégation en Prima Divisione |

#### Finale de la Ligue du Nord
Les vainqueurs des groupes A et B s'affrontent en finale aller-retour. L'aller a lieu le 11 juillet 1926 à Bologne et le retour le 25 juillet 1926 à Turin. En cas d'égalité, un ou plusieurs matchs d'appui si nécessaire sont joués. Après un match d'appui, la victoire revient au FBC Juventus qui se qualifie pour la finale nationale.
Finale
| Équipe 1   | Résultat | Équipe 2     | Aller | Retour |
| ---------- | -------- | ------------ | ----- | ------ |
| Bologne FC | 2-2      | FBC Juventus | 2-2   | 0-0    |

Matchs d'appui
| Équipe 1     | Résultat | Équipe 2   | Date          | Lieu  |
| ------------ | -------- | ---------- | ------------- | ----- |
| FBC Juventus | 2-1      | Bologne FC | 1er août 1926 | Milan |

### Ligue du Sud

#### Première phase de la Ligue du Sud

##### Championnat de Campanie
| Rang | Équipe          | Pts | J | G | N | P | Bp | Bc | Diff |
| ---- | --------------- | --- | - | - | - | - | -- | -- | ---- |
| 1    | Internaples     | 15  | 8 | 7 | 1 | 0 | 35 | 4  | +31  |
| 2    | US Bagnolese    | 11  | 8 | 5 | 1 | 2 | 20 | 8  | +12  |
| 3    | US Casertana    | 8   | 8 | 4 | 0 | 4 | 11 | 21 | -10  |
| 4    | Stabia SC       | 6   | 8 | 3 | 0 | 5 | 13 | 22 | -9   |
| 5    | SS Puteolana SC | 0   | 8 | 0 | 0 | 8 | 5  | 29 | -24  |

| Légende | Légende                          |
| ------- | -------------------------------- |
|         | Seconde phase de la Ligue du Sud |
|         | Relégation en Prima Divisione    |

##### Championnat du Latium
| Rang | Équipe         | Pts | J  | G | N | P  | Bp | Bc | Diff |
| ---- | -------------- | --- | -- | - | - | -- | -- | -- | ---- |
| 1    | Alba Rome      | 17  | 10 | 8 | 1 | 1  | 41 | 13 | +28  |
| 2    | Fortitudo Rome | 16  | 10 | 8 | 0 | 2  | 35 | 13 | +22  |
| 3    | Lazio Rome     | 14  | 10 | 6 | 2 | 2  | 45 | 27 | +18  |
| 4    | Audace Rome    | 7   | 10 | 3 | 1 | 6  | 27 | 42 | -15  |
| 5    | FBC Rome       | 6   | 10 | 2 | 2 | 6  | 14 | 28 | -14  |
| 6    | Pro Rome       | 0   | 10 | 0 | 0 | 10 | 5  | 44 | -39  |

| Légende | Légende                          |
| ------- | -------------------------------- |
|         | Seconde phase de la Ligue du Sud |

##### Championnat des Marches
| Rang | Équipe        | Pts | J | G | N | P | Bp | Bc | Diff |
| ---- | ------------- | --- | - | - | - | - | -- | -- | ---- |
| 1    | US Anconitana | 4   | 2 | 2 | 0 | 0 | 9  | 3  | +6   |
| 2    | UC Maceratese | 0   | 2 | 0 | 0 | 2 | 3  | 9  | -6   |

| Légende | Légende                          |
| ------- | -------------------------------- |
|         | Seconde phase de la Ligue du Sud |

##### Championnat des Pouilles
| Rang | Équipe             | Pts | J | G | N | P | Bp | Bc | Diff |
| ---- | ------------------ | --- | - | - | - | - | -- | -- | ---- |
| 1    | Pro Italia Tarente | 14  | 8 | 6 | 2 | 0 | 14 | 4  | +10  |
| 2    | Liberty Bari       | 10  | 8 | 5 | 0 | 3 | 11 | 8  | +3   |
| 3    | Audace Tarente     | 9   | 8 | 4 | 1 | 3 | 11 | 9  | +2   |
| 4    | Ideale Bari        | 5   | 8 | 0 | 5 | 3 | 6  | 9  | -3   |
| 5    | SC Foggia          | 2   | 8 | 0 | 2 | 6 | 1  | 13 | -12  |

| Légende | Légende                          |
| ------- | -------------------------------- |
|         | Seconde phase de la Ligue du Sud |

##### Championnat de Sicile
| Rang | Équipe       | Pts | J | G | N | P | Bp | Bc | Diff |
| ---- | ------------ | --- | - | - | - | - | -- | -- | ---- |
| 1    | Palerme FC   | 2   | 2 | 1 | 0 | 1 | 7  | 1  | +6   |
| 2    | US Messinese | 2   | 2 | 1 | 0 | 1 | 1  | 7  | -6   |

| Légende | Légende                          |
| ------- | -------------------------------- |
|         | Seconde phase de la Ligue du Sud |

#### Seconde phase de la Ligue du Sud

##### Groupe A
| Rang | Équipe         | Pts | J | G | N | P | Bp | Bc | Diff |
| ---- | -------------- | --- | - | - | - | - | -- | -- | ---- |
| 1.   | Internaples    | 13  | 8 | 5 | 3 | 0 | 23 | 5  | +18  |
| 2.   | Fortitudo Rome | 11  | 8 | 4 | 3 | 1 | 15 | 9  | +6   |
| 3.   | US Anconitana  | 9   | 8 | 4 | 1 | 3 | 16 | 13 | +3   |
| 4.   | Liberty Bari   | 7   | 8 | 2 | 3 | 3 | 18 | 18 | 0    |
| 5.   | US Messinese   | 0   | 8 | 0 | 0 | 8 | 2  | 29 | -27  |

| Légende | Légende                         |
| ------- | ------------------------------- |
|         | Finale de la Ligue du Sud       |
|         | Relégation en Divisione Cadetta |

##### Groupe B
| Rang | Équipe             | Pts | J | G | N | P | Bp | Bc | Diff |
| ---- | ------------------ | --- | - | - | - | - | -- | -- | ---- |
| 1.   | Alba Rome          | 14  | 8 | 6 | 2 | 0 | 19 | 8  | +11  |
| 2.   | US Bagnolese       | 12  | 8 | 5 | 2 | 1 | 22 | 8  | +14  |
| 3.   | Pro Italia Tarente | 10  | 8 | 4 | 2 | 2 | 15 | 11 | +4   |
| 4.   | Palerme FC         | 2   | 8 | 1 | 0 | 7 | 10 | 15 | -5   |
| 4.   | UC Maceratese      | 2   | 8 | 1 | 0 | 7 | 10 | 15 | -5   |

| Légende | Légende                         |
| ------- | ------------------------------- |
|         | Finale de la Ligue du Sud       |
|         | Relégation en Divisione Cadetta |

#### Finale de la Ligue du Sud
Les vainqueurs des groupes A et B s'affrontent en finale aller-retour. L'aller a lieu le 11 juillet 1926 à Rome et le retour le 18 juillet 1926 à Naples. L'Alba Rome se qualifie au terme de ces deux matchs pour la finale nationale.
| Équipe 1  | Résultat | Équipe 2    | Aller | Retour |
| --------- | -------- | ----------- | ----- | ------ |
| Alba Rome | 7-2      | Internaples | 6-1   | 1-1    |

### Finale nationale
La finale nationale, jouée en matchs aller-retour, voit s'affronter les vainqueurs des Ligues Nord et Sud, que sont le FBC Juventus et l'Alba Rome. L'aller a lieu le 8 août 1926 à Turin et le retour le 22 août 1926 à Rome.
| Équipe 1     | Résultat | Équipe 2  | Aller | Retour |
| ------------ | -------- | --------- | ----- | ------ |
| FBC Juventus | 12-1     | Alba Rome | 7-1   | 5-0    |

Le FBC Juventus est sacré champion d'Italie 1925-1926.